# Башкатова, Оксана Юрьевна
Оксана Юрьевна Башкатова (урожд. Стрелкова; родилась 20 июня 1987) — российская спортсменка, чемпион Универсиады 2013 года по академической гребле.

## Биография
Участница трёх чемпионатов мира в гонке восьмёрок. Лучший результат — 5 место (в 2010 году).
Участница шести чемпионатов Европы. Бронзовый призёр чемпионата 2013 года.
Чемпион Универсиады в Казани в гонке лёгких четвёрок.